# Licurici
Licurici – wieś w Rumunii, w okręgu Gorj, w gminie Licurici. W 2011 roku liczyła 579 mieszkańców.